# Ilan Rubin
Ilan Rubin (San Diego, 7 luglio 1988) è un cantante e polistrumentista statunitense, batterista degli Angels & Airwaves dall'ottobre 2011 e dei Nine Inch Nails dal 2013, dopo un lungo periodo da turnista per questi ultimi.
Nel 2007 inizia il suo progetto da solista chiamato The New Regime, con cui ha pubblicato due album: Coup nel 2008 e Speak Through the White Noise nel 2011. Nel 2013 e nel 2015 pubblica due nuovi EP, chiamati rispettivamente Exhibit A e Exhibit B.
Nel 2020 è stato inserito nella Rock and Roll Hall of Fame, in qualità di membro dei Nine Inch Nails, divenendo all'età di 32 anni il musicista più giovane ad essere incluso nella lista.

## Discografia

### Da solista (come The New Regime)
Album in studio
- 2008 - Coup
- 2011 - Speak Through the White Noise

EP
- 2013 - Exhibit A
- 2015 - Exhibit B

### Con gli Angels & Airwaves
Album in studio
- 2014 - The Dream Walker

EP
- 2012 - Stomping the Phantom Brake Pedal

### Con i Denver Harbor
Album in studio
- 2004 - Scenic

EP
- 2003 - Extended Play

### Con i F.o.N.
Album in studio
- 1998 - Hooked on FoNIX

Demo
- 1998 - Freak of Nature

EP
- 2001 - Cease and Desist: The EP Formerly Known as "FoNOPOLY"

### Con i Lostprophets
Album in studio
- 2006 - Liberation Transmission

### Con i Nine Inch Nails
Album in studio
- 2013 - Hesitation Marks

### Collaborazioni
- 2006 - Esta es mi vida (Jesse & Joy)
- 2010 - The Betrayed (Lostprophets)
- 2012 - Weapons (Lostprophets)
- 2013 - Paramore (Paramore)
- 2013 - Oblivion (M83)